# Хыртоп (Фалештский район)
Хыртоп (рум. Hîrtop, Гыртоп) — село в Фалештском районе Молдавии. Наряду с сёлами Скумпия, Мэгурянка и Николаевка входит в состав коммуны Скумпия.

## География
Село расположено на высоте 98 метров над уровнем моря.

## Население
По данным переписи населения 2004 года, в селе Хыртоп проживает 138 человек (63 мужчины, 75 женщин).
Этнический состав села:
| Национальность | Число жителей | Процентный состав |
| -------------- | ------------- | ----------------- |
| молдаване      | 80            | 57.97             |
| украинцы       | 56            | 40.58             |
| русские        | 1             | 0.72              |
| поляки         | 1             | 0.72              |
| Всего          | 138           | 100%              |